# 蠡桥
31°33′12″N 120°16′47″E / 31.55320°N 120.27969°E

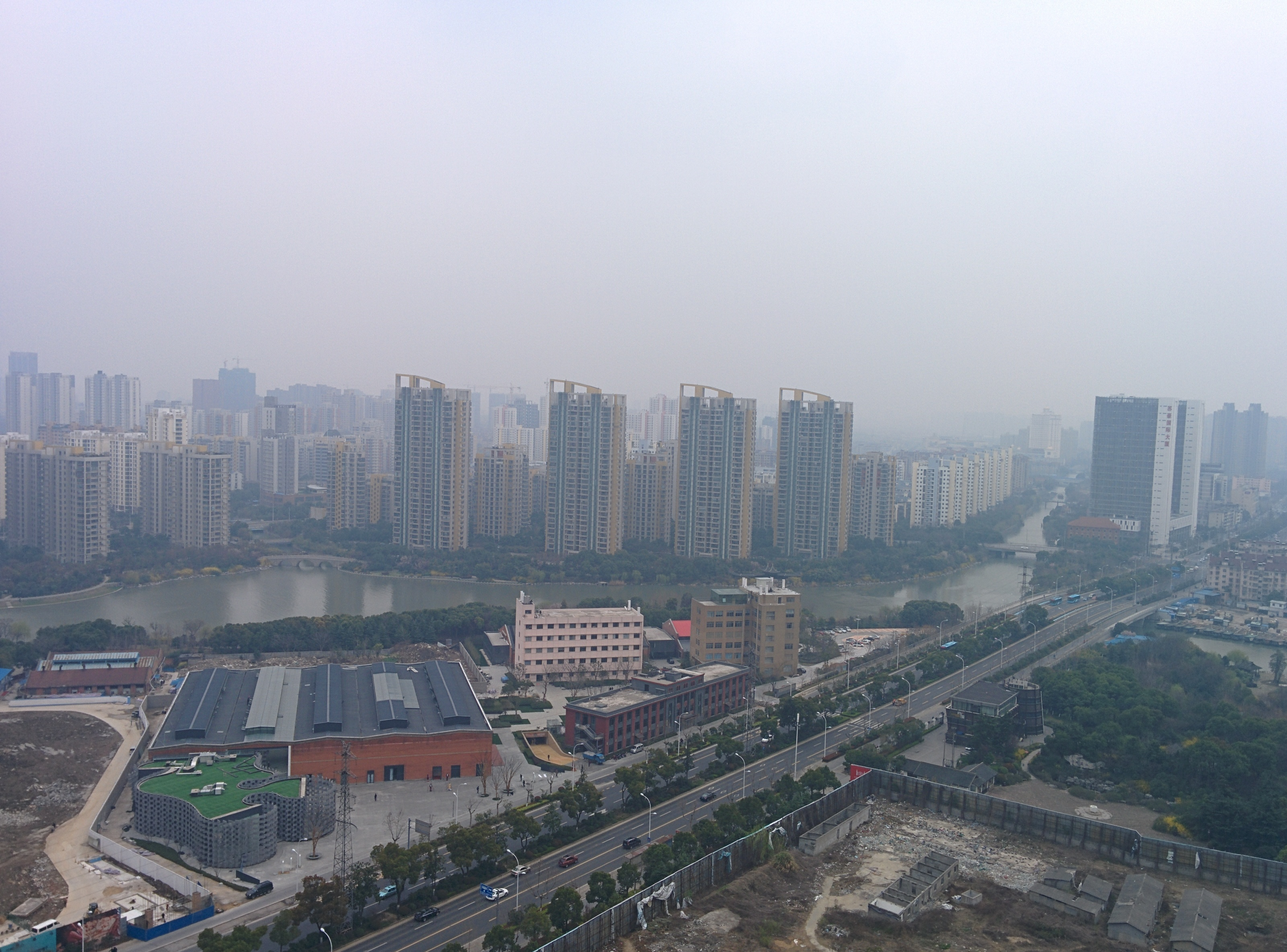
西北向东南拍摄的梁溪河，右侧道路为湖滨路，桥梁为蠡桥

蠡桥，是一座位于中华人民共和国江苏省无锡市滨湖区的桥梁，现属湖滨路过梁溪河的桥梁。

## 沿革
1929年，无锡荣德生、王禹卿等出资筹建蠡桥，全长60米、宽6米。结束当地人需经马蠡港的中桥、北桥、南桥经南门入城的情况，可改道开原乡入西城门。1977年，车道加宽到11.64米。1988年，拆除旧桥，改建为三跨连续梁桥，宽30.5米，长78米。2007年，湖滨路进行拓宽工程改建，蠡桥再次拓建。